# چار هوگلا
چار هوگلا (به لاتین: Char Hogla) یک روستا در بنگلادش است که در استان باریسال و در ناحیه باریسال واقع شده است.